# Distrito de San Salvador de Quije
El distrito de San Salvador de Quije es uno de los once distritos que conforman la provincia de Sucre, ubicada en el departamento de Ayacucho, en el Perú.

## Historia
El distrito fue creado mediante Ley No.14079 del 21 de mayo de 1962. Su capital es el centro poblado de San Salvador de Quije.

## División administrativa

### Centros poblados
- Urbanos
  - San Salvador de Quije, con 355 hab.
- Rurales
  - Potongo, con 178 hab.
  - Huito, con 153 hab.
  - Pallcca, con 188 hab.
  - Lluchcanta, con ..
  - huayhuani, con 550 hab.
  - Vista Alegre, con ..

### Anexos
El distrito de San Salvador de Quije cuenta con cuatro anexos: Vista Alegre, Lluchcanta, Huayhuani y Pallcca.

### Caseríos
El distrito de San Salvador de Quije cuenta con cuatro caseríos: Huito, Potongo, Huachahuacha y Comunpampa.

## Autoridades

### Municipales
- 2023 - 2026[1]
  - Alcalde: Edwin Santiago Nieto Huamani, de  Wari llaqta.
  - Regidores:

  1. Manuel Cristobal Sosa Gaspar (Wari llaqta)
  2. Liduvina Cuenca Mendoza (Wari llaqta)
  3. Arsenio Eleodoro Huamani Cabana (Wari llaqta)
  4. Alida De la cruz Nieto (Wari llaqta)
  5. Rosa Quispe De la cruz (Alianza por nuestro desarrollo)

### Alcaldes Anteriores
- 1996 - 1998: Zenon Cabana Pizarro.(Partido L.I. Nro 7 Desarrollo sucre)
- 1999 - 2002: Cecilio De la cruz Sanca.(Movimiento Independiente Vamos Vecino)
- 2003 - 2006: Edgar Ceferino Pineda Cabana.(Partido Democrático Somos Perú)
- 2007 - 2010: Martin Apahuasco Nieto.(partido Aprista Peruano)
- 2011 - 2014: Beltran Pineda Cabana. (Movimiento Regional Qatun Tarpuy)
- 2015 - 2018: Viviano Sanca Valdez.(Partido Alianza para el Progreso)
- 2019 - 2022: Paulino Michael Cabana Conde.(Movimiento Regional Musuq Ñan)

## Festividades
- 21 de Mayo: Aniversario de Creación Política del Distrito.
- 15 de agosto: fiesta patronal en homenaje al patrón SAN SALVADOR DE QUIJE y la patrona VIRGEN ASUNCIÓN.
- 3 de octubre: Yarqa Aspiy (Fiesta del Agua).

## Educación
El distrito cuenta con las siguientes instituciones educativas:
- I.E. El Amauta (Nivel Secundario)
- I.E. 24156 (Nivel Primario)